# Ла Сволта (Ређо Емилија)
Ла Сволта је насеље у Италији у округу Ређо Емилија, региону Емилија-Ромања.
Према процени из 2011. у насељу је живело 22 становника. Насеље се налази на надморској висини од 722 м.